# アメフラシ上科
アメフラシ上科(アメフラシじょうか、Aplysioidea)は、海洋性の腹足類であるウミウシのうち比較的大きなものの大部分が含まれる分類である。
この上科は、アメフラシ科(Aplysiidae)の1科のみを含む。 これらは大部分のウミウシ(sea slug)と比べてかなり大きく、また水中にいる時の丸い形と頭から突き出た嗅触角の形が座ったウサギに見えることから、英語で"sea hare"と呼ばれている。
アメフラシには極端に大きい種もある。アプリシア・バッカリア(Aplysia vaccaria)は、現存する最大の腹足類と考えられており、また殻のない現存の腹足類としては確かに最も大きい。
オーストラリアのアメフラシは、"beach blobbies"として知られる。アメフラシは、時々浜辺に打ち上げられることがあり、こうなると、乾燥を防ぐためにできる限り縮まろうとする。アメフラシの体が完全に水に浸かっていない時には、嗅触角が崩壊し、より泡のように見える。

## 記述
アメフラシは、全く殻を持たないウミウシと異なり、退化した内部の殻を持つ。アメフラシ属(Aplysia)とクサモチアメフラシ属(Syphonota)では、この殻は軟らかく平たい板で内蔵の末端を覆い、部分的にまたは全てが外套膜に包まれている。タツナミガイ(Dolabella auricularia)では、殻は耳の形をしている。トゲアメフラシ属(Bursatella)とクロスジアメフラシ属(Stylocheilus)では、殻は幼生の段階にのみ存在し、この特徴からこの2属はDolabriferinae亜科に分類される。
アメフラシは比較的大きな動物である。体長は20cmから75cm（アプリシア・バッカリア）で、体重は2kgを超える。アメフラシは汎存種であり、温帯から熱帯の浅い珊瑚礁や海藻の豊富な隔離された湾で見られる。
アメフラシ科は草食性であり、様々な紅藻、緑藻、褐藻等やアマモを食べる。体色は、食べた海藻の色素に由来する。また、アメフラシは海藻に含まれる毒を蓄積する。

## 防御
いくつかの種は、攻撃された時には墨を吐き出し、翼のような側足を用いて、這うというよりは泳いで逃げる。墨は、合成されるのではなく、食物の藻類から抽出される。
アメフラシは、外套腔に2つの主な分泌腺を持っている。
- 鰓下腺:外套腔の頂部、えらの上にある。赤色または紫色、または一部の種では白色の墨を噴出する。
- 乳腺:外套腔の床部、えらの下にある。白色の不透明な分泌物を噴出する。

## 交尾行動
アメフラシは、オスとメスの完全な生殖器を備えた雌雄同体である。頭の右側にペニスがあり、外套腔の中、殻の下で側足の間の深い所に膣がある。従って、2体が同時にオスとメスの生殖器で生殖することは、物理的に不可能である。
アメフラシは、特異な交尾行動を取る。1匹がオス、もう1匹がメスとして交尾を行うが、繁殖期になると、かなりの数が同時に交尾を行い、しばしば3匹以上のアメフラシが鎖状に繋がって同時に交尾を行う。
前方の個体が
メスの役割を果たし、後方の個体がオスの役割を果たす。その途中の個体は、オスとメス両方の役割を果たす。

## 捕食者
捕食者には、ウミグモ目、ベラ、ウミガメ等がいる。

## 分類
2004年の研究では、アメフラシ科は単一系統で、2つの区別されたクレード、AplysiinaeとDolabellinae + Dolabriferinae + Notarchinaeがあることが示された。
この科の名称については、いまだ若干の論争がある。この科の名前は、元々はLaplysianaと間違えて綴られていた。これは、1809年にジャン＝バティスト・ラマルクがPhilosophie zoologiqueに記載した名前"les Laplysiens"をラテン語したものである。コンスタンティン・サミュエル・ラフィネスクは、1815年にLaplysiniaという新しい名前を提案した。2001年には、Bouchet & Rocroiがラマルクの命名Aplysiidaeへの帰着を提案した。

### 亜科
N. B. Eales (1984)による分類
- Aplysiinae Lamarck, 1809
- Dolabellinae Pilsbry, 1895
- Dolabriferinae Pilsbry, 1895
- Notarchinae Mazzarelli, 1893

### 属
- アメフラシ属(Aplysia Linnaeus, 1767) - タイプ属
- トゲアメフラシ属(Bursatella Blainville, 1817) - フレリトゲアメフラシ(Bursatella leachii Blainville, 1817)の1種のみ。
- タツナミガイ属(Dolabella Lamarck, 1801)
- ビワガタナメクジ属(Dolabrifera Gray, 1847)
- フウセンウミウシ属(Notarchus Cuvier, 1817)
- ウミナメクジ属(Petalifera Gray, 1847)
- スカシウミナメクジ属(Phyllaplysia Fischer, 1872)
- クサモチアメフラシ属(Syphonota H. Adams & A. Adams, 1854) - クサモチアメフラシ属(Syphonota geographica A. Adams & Reeve, 1850)の1種のみ。
- クロスジアメフラシ属(Stylocheilus Gould, 1852)